# Trofeo Alfredo Di Stéfano
Il Trofeo Alfredo di Stéfano è un trofeo assegnato dal quotidiano spagnolo Marca per il miglior calciatore della massima divisione spagnola. Il premio prende il nome dal calciatore Alfredo Di Stéfano. La prima edizione del trofeo fu assegnata durante il torneo del 2007-08.

## Vincitori
| Stagione | Vincitore         | Secondo           | Terzo             |
| -------- | ----------------- | ----------------- | ----------------- |
| 2007–08  | Raúl              | Sergio Agüero     | Iker Casillas     |
| 2008–09  | Lionel Messi      | Andrés Iniesta    | Diego Forlán      |
| 2009–10  | Lionel Messi      | Cristiano Ronaldo | Xavi              |
| 2010–11  | Lionel Messi      | Cristiano Ronaldo | Xavi              |
| 2011–12  | Cristiano Ronaldo | Lionel Messi      | Andrés Iniesta    |
| 2012–13  | Cristiano Ronaldo | Lionel Messi      | Andrés Iniesta    |
| 2013-14  | Cristiano Ronaldo | Diego Costa       | Lionel Messi      |
| 2014-15  | Lionel Messi      | Cristiano Ronaldo | Neymar            |
| 2015-16  | Cristiano Ronaldo | Luis Suárez       | Antoine Griezmann |
| 2016-17  | Lionel Messi      |                   |                   |
| 2017-18  | Lionel Messi      |                   |                   |
| 2018-19  | Lionel Messi      |                   |                   |
| 2019-20  | Karim Benzema     |                   |                   |
| 2020-21  | Luis Suárez       |                   |                   |
| 2021-22  | Karim Benzema     |                   |                   |